# Samson i Dalila (film 1996)
Samson i Dalila (wł. Sansone e Dalila, ang. Samson & Delilah) – film religijny w koprodukcji amerykańsko-niemiecko-włoskiej na podstawie biblijnej Księgi Sędziów, opowiadający o losach sędziego Samsona. Film wyreżyserował w 1996 Nicolas Roeg. Autorem scenariusza był Allan Scott. Muzykę do obrazu skomponowali Marco Frisina i Ennio Morricone.
Włoska telewizja Rai Uno pokazała film jako dwuczęściowy miniserial. Pierwszy odcinek wyemitowano 16 grudnia 1996. Obejrzało go 9 057 000 widzów, co stanowiło 32.38% widowni. Drugi odcinek, wyświetlony następnego dnia, zobaczyło 7 299 000 widzów, co stanowiło 26.80% widowni. Odcinki trwały po 90 minut każdy.
Różne telewizje i domy wydawnicze, zajmujące się dystrybucją filmu na płytach DVD w wielu krajach świata, nadawały mu różne tytuły: Samson i Dalila, Biblia: Samson i Dalila czy Kolekcja biblijna: Samson i Dalila.

## Fabuła
Mężczyzna odznaczający się nadzwyczajną siłą – nazirejczyk Samson (Eric Thal) – staje się wybawicielem Narodu Wybranego od przemocy doświadczanej ze strony Filistynów. Generał filistyński Tariq (Dennis Hopper) stara się schwytać najsilniejszego spośród Żydów. Chce dowiedzieć się, w czym tkwi jego moc. Pomaga mu w tym Dalila (Elizabeth Hurley), która zdradzi kochanka, wyjawiając jego tajemnicę. Ostatecznie oślepiony siłacz zada cios w mieście wrogów.

## Obsada
- Eric Thal jako Samson
- Elizabeth Hurley jako Dalila
- Dennis Hopper jako generał Tarik
- Ben Becker jako książę Sidka
- Michael Gambon jako król Hamun
- Paul Freeman jako Manoach
- Diana Rigg jako Mara
- Jale Arikan jako Noemi
- Debora Caprioglio jako Rani
- Alessandro Gassman jako Amrok
- Karl Tessler jako Jehiel
- Luke Mullaney jako Amram
- Daniel Massey jako Ira
- Tim Gallagher jako Habor
- Sebastian Knapp jako Joram
- Pinkas Braun jako Harach
- Max von Sydow jako narrator